# Parafia Świętej Rodziny w Czarnej Białostockiej
Parafia pw. Świętej Rodziny w Czarnej Białostockiej – rzymskokatolicka parafia należąca do dekanatu Wasilków, archidiecezji białostockiej, metropolii białostockiej.

## Obszar parafii
W granicach parafii znajdują się miejscowości
- Machnacz kol. (3,5 km)

oraz ulice Czarnej Białostockiej
- Akacjowa,
- Bromboszcza,
- Brzozowa,
- Brzozowy Mostek,
- Chabrowa,
- Chrobrego,
- Czajkowskiego,
- Dębowa,
- Dolna,
- Dreszera,
- Fabryczna (parzyste do 16),
- Gajowa,
- Gęsia,
- Grabowa,
- Jesionowa,
- Jodłowa,
- Kasztanowa,
- Klonowa,
- Kolejowa,
- Kościelna,
- Kościuszki,
- Krótka,
- Kwiatowa,
- Leszczynowa,
- Leśna,
- Marszałkowska,
- Mieszka,
- Młynowa,
- Modrzewiowa,
- Ochotnicza,
- Ogrodowa,
- Olchowa,
- Orzeszkowej,
- Parkowa,
- Piękna,
- Piłsudskiego (nieparzyste 1-23, parzyste 2-30),
- Podleśna,
- Różana,
- Skórzana,
- Sokólska,
- Szkolna,
- Świerkowa,
- Tartaczna,
- Traugutta (parzyste 2-18a, nieparzyste 1-7),
- Tulipanów,
- Wierzbowa,
- Wybickiego,
- Zielona

## Kościół parafialny
- kościół pw. św. Rodziny w Czarnej Białostockiej